# 김병현 (독립운동가)
김병현(金柄鉉, 1925년 ~ 2008년 6월 29일)은 대한민국의 독립운동가이다.
1940년 동래중학교 재학 중 양중모·남기명·김지훈 등과 함께 독서회를 조직하였다. 졸업후 1941년 독서회를 강화하고 조선독립당을 조직하여 항일투쟁을 하였다. 이후 항일결사단체인 자일회(紫一會)와 순국당(殉國黨) 등과 연대하여 광범위한 항일투쟁을 주관하다가 1944년 8월 조선독립당이 일제에 발각되자 수감되어 1945년 6월까지 부산형무소에서 옥고를 치렀다. 1982년 대통령표창, 1990년 건국훈장 애족장을 받았다.
빈소는 경상남도 창원시 파티마병원이었고 장지는 국립대전현충원 애국지사 묘역에 안장되었다.